# Lost Beach
Lost Beach ist ein Sandstrand im Süden des australischen Bundesstaats Western Australia. Er liegt bei dem Ort Broke.
Der Strand ist 180 Meter lang und bis zu 60 Meter breit. Er öffnet sich in Richtung Südwesten. Der Strand ist nur zu Fuß erreichbar.
Lost Beach wird nicht von Rettungsschwimmern bewacht.